# Alex Jackson
Pour les articles homonymes, voir Jackson.
Alexander Skinner Jackson, couramment appelé Alex Jackson, est un footballeur international écossais, né le 12 mai 1905, à Renton dans le West Dunbartonshire et mort le 15 novembre 1946 au Caire en Égypte. Il évolue au poste d'ailier et est principalement connu pour avoir joué ses saisons à Huddersfield Town avec qui il remporte un titre de champion d'Angleterre, mais aussi pour avoir été l'un des Wembley Wizards, surnom donné aux joueurs de l'équipe d'Écosse qui a battu 5-1 l'équipe d'Angleterre à Wembley, match au cours duquel il inscrit un coup du chapeau.
Il compte 17 sélections pour 8 buts inscrits en équipe d'Écosse, faisant notamment partie des Wembley Wizards.

## Biographie

### Carrière en club
Natif de Renton dans le West Dunbartonshire, il est formé au Renton Victoria Football Club avant de signer à Dumbarton puis de partir avec son frère Wattie Jackson (en), dès l'année suivante, dans l'American Soccer League au Bethlehem Steel F.C. (en). 
Il retourne en Écosse la saison suivante, à Aberdeen où ses performances attirent l'attention d'Huddersfield Town qui règne alors sur le championnat anglais. Le club anglais le fait signer lors d'un transfert record pour l'époque, de 5.000£. Il s'y stabilise durant 5 saisons, remportant le titre en 1925-26, finissant deuxième à deux occasions et jouant deux finales de FA Cup.
David Calderhead (en), le manager de Chelsea qui se construisait alors une équipe en faisant signer de grands noms, l'engage en septembre 1930 lors d'un transfert d'un montant de 8.500£. Malheureusement, son passage à Chelsea est gâché par de multiples blessures. 
Il se fait néanmoins approcher par le club français du Nîmes Olympique qui lui propose une offre très lucrative. Jackson utilise cette offre pour faire pression sur Chelsea afin qu'ils lui augmentent son salaire. Son attitude à cette occasion lui referme beaucoup d'opportunités et Jackson se retrouve alors à jouer pour des clubs non-league pendant quelque temps, avant de pouvoir partir pour le championnat de France avec l'OGC Nice puis au Touquet, où il finit sa carrière.
Il meurt en 1946 d'un accident de la route alors qu'il servait dans l'Armée de terre britannique en Égypte.

### Carrière internationale
Alex Jackson reçoit 17 sélections pour l'équipe d'Écosse (la première, le 14 février 1925, pour une victoire 3-1, au Tynecastle Stadium d'Édimbourg, contre le Pays-de-Galles en British Home Championship, la dernière le 18 mai 1930, pour une victoire 2-0, au Stade olympique Yves-du-Manoir de Colombes, contre la France en match amical). Il inscrit 8 buts lors de ses 17 sélections dont un coup du chapeau et deux doublés.
Il participe avec l'Écosse à tous les British Home Championships de 1925 à 1930. Il fait partie des Wembley Wizards, surnom donné aux joueurs de l'équipe d'Écosse qui battent 5-1 l'équipe d'Angleterre à Wembley le 31 mars 1928, match au cours duquel il inscrit un coup du chapeau.

#### Buts internationaux
| no | Date            | Lieu                     | Adversaire     | Évolution | Score final | Compétition               |
| -- | --------------- | ------------------------ | -------------- | --------- | ----------- | ------------------------- |
| 1  | 17 avril 1926   | Old Trafford, Manchester | Angleterre     | 1-0       | 1-0         | British Home Championship |
| 2  | 30 octobre 1926 | Ibrox Park, Glasgow      | Pays de Galles | 2-0       | 3-0         | British Home Championship |
| 3  | 30 octobre 1926 | Ibrox Park, Glasgow      | Pays de Galles | 3-0       | 3-0         | British Home Championship |
| 4  | 31 mars 1928    | Wembley, Londres         | Angleterre     | 1-0       | 5-1         | British Home Championship |
| 5  | 31 mars 1928    | Wembley, Londres         | Angleterre     | 3-0       | 5-1         | British Home Championship |
| 6  | 31 mars 1928    | Wembley, Londres         | Angleterre     | 5-0       | 5-1         | British Home Championship |
| 7  | 23 février 1929 | Windsor Park, Belfast    | Irlande        | 4-1       | 7-3         | British Home Championship |
| 8  | 23 février 1929 | Windsor Park, Belfast    | Irlande        | 7-3       | 7-3         | British Home Championship |

## Palmarès
- Bethlehem Steel F.C. (en) :
  - Vainqueur de l'American Cup en 1924
- Huddersfield Town :
  - Champion d'Angleterre en 1925-26
  - Vice-champion d'Angleterre en 1926-27 et 1927-28
  - Finaliste de la FA Cup en 1928 et 1930